# Papstwahl 1198
Die Papstwahl von 1198 wurde nach dem Tod von Papst Coelestin III. am 8. Januar 1198 durchgeführt; sie endete mit der Wahl von Kardinal Lotario dei Conti di Segni, der den Papstnamen Innozenz III. annahm. Bei dieser Wahl war zum ersten Mal per scrutinium (schriftlich und geheim) abgestimmt worden.

## Tod Coelestins III.
Papst Coelestin III. war 1191 im Alter von 85 Jahren gewählt worden. Trotz seines hohen Alters dauerte sein Pontifikat fast sieben Jahre. Am Weihnachtstag 1197 erklärte der 91-jährige Papst, abzudanken, wenn sein enger Mitarbeiter Kardinal Giovanni di San Paolo  sein Nachfolger werde. Die Kardinäle verwarfen den Vorschlag als unvereinbar mit der Regel, dass päpstliche Wahlen frei sein müssen. Wenige Tage später, am 8. Januar 1198 starb Coelestin III., und die am Totenbett anwesenden Kardinäle begannen unmittelbar mit den Vorbereitungen zur Wahl eines neuen Papstes.

## Wahl von Innozenz III.
Am gleichen Tag zogen sich die Kardinäle unter Ausschluss der Öffentlichkeit ins Septasolium zurück. Zum ersten Mal wählten die Kardinäle per scrutinium; einige Kardinäle wurden gewählt, um den Wahlvorgang durchzuführen, sie zählten die abgegebenen Stimmen, ermittelten das Ergebnis und gaben es dem Rest des Kardinalskollegiums bekannt. Im ersten Wahlgang erhielt Kardinal Giovanni di Salerno die meisten Stimmen (zehn), woraufhin er erklärte, die Wahl nicht anzunehmen. Im zweiten Wahlgang vereinten die Kardinäle ihre Stimmen auf den 37-jährigen Kardinal Lotario dei Conti di Segni, Diakon von Ss. Sergio e Bacco, dem jüngsten aller Kardinäle. Er nahm die Wahl an und nannte sich Innozenz III., wohl als Referenz an seinen Vorgänger Innozenz II. (1130–1143), dem es gelungen war, die Autorität des Papstes gegenüber dem Kaiser zu sichern – ganz anders als Coelestin III.
Am 22. Februar 1198 wurde der neue Papst von Kardinal Ottaviano di Paoli, Bischof von Ostia und Velletri, als Priester ordiniert und zum Bischof geweiht, sowie von Kardinal Graziano da Pisa, Kardinalprotodiakon von Ss. Cosma e Damiano, feierlich gekrönt.

## Wahlberechtigte
Beim Tod von Coelestin III. umfasste das Kardinalskollegium 23 Personen, von denen nur 21 in Rom anwesend waren.
| Kardinal                        | Kardinalstitel                                                   | Ernannt am         | durch          | Anmerkungen                                                                            |
| ------------------------------- | ---------------------------------------------------------------- | ------------------ | -------------- | -------------------------------------------------------------------------------------- |
| Ottaviano di Paoli              | Bischof von Ostia und Velletri                                   | 18. Dezember 1182  | Lucius III.    |                                                                                        |
| Pietro Gallocia                 | Bischof von Porto-Santa Rufina                                   | 1188               | Clemens III.   |                                                                                        |
| Soffredo                        | Priester von Santa Prassede                                      | 18. Dezember 1182  | Lucius III.    |                                                                                        |
| Pietro Diana                    | Priester von Santa Cecilia in Trastevere                         | 16. März 1185      | Lucius III.    |                                                                                        |
| Giordano di Ceccano, O.Cist.    | Priester von Santa Pudenziana                                    | 12. März 1188      | Clemens III.   |                                                                                        |
| Giovanni da Viterbo             | Priester von San Clemente und Bischof von Viterbo und Toscanella | Mai 1189           | Clemens III.   |                                                                                        |
| Guido Papareschi                | Priester von Santa Maria in Trastevere                           | 22. September 1190 | Clemens III.   |                                                                                        |
| Giovanni di Salerno, O.S.B.Cas. | Priester von Santo Stefano al Monte Celio                        | 22. September 1190 | Clemens III.   |                                                                                        |
| Cinzio Cenci                    | Priester von San Lorenzo in Lucina                               | 22. September 1190 | Clemens III.   |                                                                                        |
| Ugo Bobone                      | Priester von Santi Silvestro e Martino ai Monti                  | 22. September 1190 | Clemens III.   |                                                                                        |
| Giovanni di San Paolo           | Priester von Santa Prisca                                        | 20. Februar 1193   | Coelestin III. |                                                                                        |
| Graziano da Pisa                | Diakon von Santi Cosma e Damiano                                 | 4. März 1178       | Alexander III  | Kardinalprotodiakon                                                                    |
| Gerardo Allucingoli             | Diakon von Sant’Adriano al Foro                                  | 18. Dezember 1182  | Lucius III.    | Kardinalnepot                                                                          |
| Gregorio de San Apostolo        | Diakon von Santa Maria in Portico                                | 12. März 1188      | Clemens III.   |                                                                                        |
| Gregorio Crescenzi              | Diakon von Santa Maria in Aquiro                                 | 12. März 1188      | Clemens III.   |                                                                                        |
| Gregorio Carelli                | Diakon von San Giorgio in Velabro                                | 22. September 1190 | Clemens III.   |                                                                                        |
| Lotario dei Conti di Segni      | Diakon von Santi Sergio e Bacco al Foro Romano                   | 22. September 1190 | Clemens III.   | Kardinalnepot; Papst Innozenz III.                                                     |
| Gregorio Boboni                 | Diakon von Sant’Angelo in Pescheria                              | 22. September 1190 | Clemens III.   |                                                                                        |
| Niccolò Scolari                 | Diakon von Santa Maria in Cosmedin                               | 22. September 1190 | Clemens III.   | Kardinalnepot                                                                          |
| Bobo                            | Diakon von San Teodoro al Palatino                               | 20. Februar 1193   | Coelestin III. | Kardinalnepot                                                                          |
| Cencio                          | Diakon von Santa Lucia in Selci und Camerlengo                   | 20. Februar 1193   | Coelestin III. | später Papst Honorius III. (1216–1227), möglicherweise Angehöriger der Familie Savelli |

Vier Kardinäle waren von Coelestin III. ernannt worden, fünf von Lucius III., einer von Alexander III. und die übrigen 13 von Clemens III.
Mindestens acht Kardinäle waren bei der Wahl abwesend, da sie als Minister, Erzbischof, Bischof oder Abt keine Residenzpflicht für Rom hatten oder sich als Päpstliche Legaten auf Reisen befanden und keine Möglichkeiten hatten, rechtzeitig in Rom zu sein.
| Kardinal                        | Kardinalstitel                                        | Ernannt am        | durch          | Anmerkungen |
| ------------------------------- | ----------------------------------------------------- | ----------------- | -------------- | --- |
| Konrad von Wittelsbach          | Bischof von Sabina und Erzbischof von Mainz           | 18. Dezember 1165 | Alexander III. | Kardinaldekan; Päpstlicher Legat im Heiligen Land                                                                                                   |
| Guillaume aux Blanches Mains    | Priester von Santa Sabina und Erzbischof von Reims    | März 1179         | Alexander III. | Kardinalprotopriester; Minister in Frankreich |
| Ruggiero di San Severino        | Priester von Sant’Eusebio und Erzbischof von Benevent | um 1178/80        | Alexander III. | |
| Pandolfo da Lucca               | Priester von Santi XII Apostoli                       | 18. Dezember 1182 | Lucius III.    | Päpstlicher Legat in der Toskana |
| Adelardo Cattaneo               | S.R.E. Cardinalis und Bischof von Verona              | 16. März 1185     | Lucius III.    | Gab 1188 die Titelkirche San Marcello nach der Wahl zum Bischof von Verona ab                                                                       |
| Bernardo, C.R.S.F.              | Priester von San Pietro in Vincoli                    | 12. März 1188     | Clemens III.   | Päpstlicher Legat in Toskana und Lombardei |
| Roffredo dell’Isola, O.S.B.Cas. | Priester von Santi Marcellino e Pietro                | 1188              | Clemens III.   | Abt von Montecassino |
| Petrus Capuanus                 | Diakon von Santa Maria in Via Lata                    | 20. Februar 1193  | Coelestin III. | Er war 1197 Legat in Böhmen und Polen; beim Tod Coelestins III. hatte er seine Mission beendet, konnte aber nicht rechtzeitig zur Wahl in Rom sein. |